# Estación de Villiers-le-Bel - Gonesse - Arnouville
La estación de Villiers-le-Bel - Gonesse - Arnouville es una estación ferroviaria francesa situada en la comuna de Arnouville, cerca de Gonesse y Villiers-le-Bel, en el departamento de Valle del Oise, al norte de París. Por ella transitan únicamente los trenes de la línea D de la Red Exprés Regional más conocida como RER donde se configura como parte del ramal D5. 
En 2003, diariamente recibió entre 15 000 y 50 000 viajeros.

## Historia
La estación data de 1859 cuando fue construida por la Compañía de Ferrocarriles del Norte como parte de la línea París - Lille. En 1938 pasó a depender de la SNCF. En la década de los 90, se le añadió una quinta vía fruto de la línea LGV Norte aunque ningún tren de alta velocidad se detiene en la estación.

## Descripción
Se compone de tres andenes, uno lateral y dos centrales y de cinco vías, que se completan con vías de garaje. 
El edificio de viajeros se caracteriza por su alargada planta rectangular. Aunque la construcción es esencialmente de planta baja muestra dos tramos de dos pisos de altura. Dispone además de un frontón de piedra que adorna la puerta principal.
Ofrece presencia comercial durante toda la semana, taquillas, máquinas expendedora de billetes e información sobre la circulación de los trenes en tiempo real. Además está adaptada a las personas con discapacidad.